# 기이반도

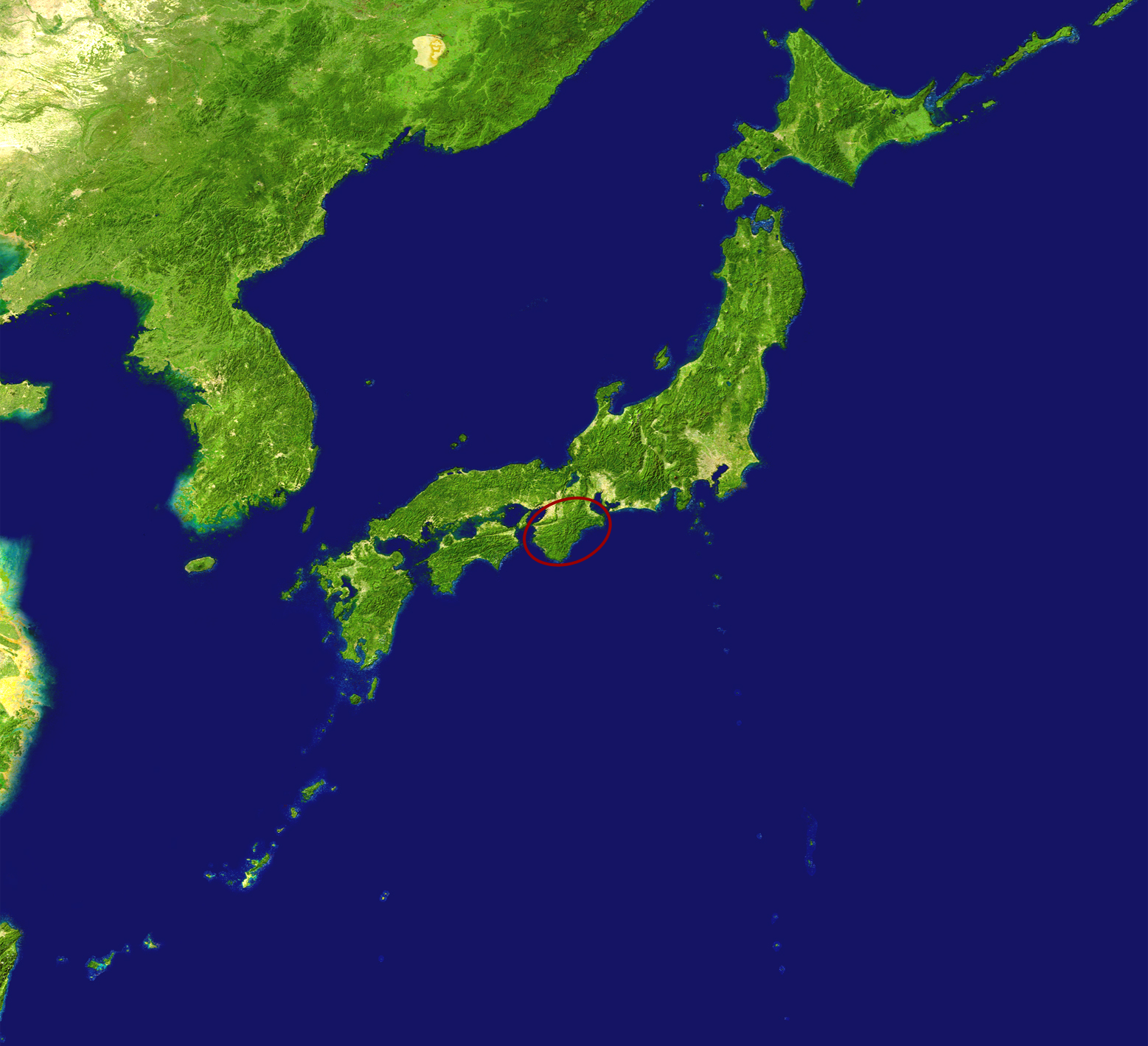
기이반도의 모습.

기이반도(紀伊半島)는 혼슈 중앙부에서 남쪽의 태평양으로 돌출한 일본 최대의 반도이다. 일본의 긴키 지방 가운데 와카야마현 전역과 나라현, 미에현 남부, 오사카부 남부가 포함된다. 명칭은 기이노쿠니(紀伊国)에서 유래했다.

## 같이 보기
- 기타킨키
- 게이한신
- 기이국
- 나라현
- 와카야마현
- 미에현
- 오사카부